# Мадагаскарское восстание
Мадагаскарское восстание (фр. Insurrection malgache) — вооружённое выступление народов Мадагаскара 29 марта 1947 — май 1948 года за предоставление независимости от Франции.

## Предыстория восстания
Остров Мадагаскар являлся французской колонией с 1896 года. Во Второй мировой войне на острове имели место боевые действия, в ходе которых колониальная администрация, поддерживавшая режим Виши, была вынуждена капитулировать перед союзными войсками. Несколько десятков тысяч малагасийцев были призваны в войска «Сражающейся Франции» и воевали в Европе. Следствием стал подъём национально-освободительного движения. В декабре 1943 года на острове было создано Объединение профсоюзов Мадагаскара, которое активно выступало против колониальных порядков. Генеральными секретарями этой организации были политические деятели Жозеф Равуаханги и Пьер Буато. В 1945 году образовалась партия «Восстановление независимости мальгашского народа», в феврале 1946 года переименованная в «Демократическое движение мальгашского возрождения» (ДЦМВ, председатель — Жозеф Расета), которая стала быстро превращаться в мощную антиколониальную организацию. ДЦМВ имела большое влияние, в течение 1946 года в неё вступило около 300 000 человек.
В ноябре 1945 года в Учредительное Собрание Четвертой Республики были избраны депутаты от Мадагаскара Жозеф Равуаханги и Жозеф Расета. 21 марта 1946 года они внесли на рассмотрение законопроект об отмене колониального договора 1896 года и предоставлении независимости Мадагаскару. Этот законопроект не был принят к рассмотрению под предлогом, что он носит ярко выраженный антиконституционный характер, хотя конституция Четвёртой Республики только вырабатывалась и не была ещё утверждена.
Летом 1946 года генерал-губернатором колонии был назначен М. де Коппе, сторонник жёстких мер против освободительного движения, получивший соответствующие полномочия от Парижа. По острову прокатилась волна арестов, за несколько месяцев было возбуждено свыше шестидесяти уголовных дел «в связи с совершением насилий по отношению к комиссару полиции и актов, могущих подорвать государственную безопасность, и в связи с разговорами, способными вызвать ненависть к французскому правительству». Французские колониальные власти в противовес ДЦМВ создали Лигу защиты колонизации, усилили полицию, создали так называемую туземную стражу из вооруженных переселенцев — коморцев и африканцев, не говоривших по-мальгашски. Применялась политика «разделяй и властвуй», для чего ими создана «Партия обездоленных Мадагаскара» (Падесм), во главе которой стоял некий Рамамбасон, сотрудник сил безопасности. Печатный орган Падесм — газета «Вурумахери» («Хищная птица») выступала с провокационными статьями, направленными на то, чтобы противопоставить население прибрежных районов острова этнически иному населению центральных районов Мадагаскара.
13 октября 1946 года в Париже Учредительным Собранием была принята конституция Четвертой Республики, которая предусматривала создание Французского Союза. В целом конституция оставляла без изменения все политические основы колониальной системы и французский суверенитет над заморскими владениями, не затронутый косметическими мерами. Мадагаскар был объявлен отдельной колониальной административной единицей со статусом «заморской территории» и получил право формировать так называемый совещательно-консультативный орган при губернаторе — «Большой совет», а также Территориальную ассамблею (провинции Мадагаскара формировали свои Провинциальные ассамблеи). Ассамблеи не имели законодательной власти. Всю полноту власти сохранял глава французской администрации — губернатор. На выборах в Национальное собрание Франции в ноябре 1946 года депутаты от национально-освободительных сил получили подавляющее большинство мандатов, в том числе были избраны лидеры ДЦВМ Жозеф Равуаханги, Жозеф Расета и Раймон Рабеманандзара. На выборах в Провинциальные ассамблеи Мадагаскара в январе 1947 года ДЦВМ завоевала 64 из 92 мест. Колониальные власти восприняли результаты выборов как угрозу своему владычеству.
В конце 1946 года между членами ДЦВМ и Падесм начались вооруженные столкновения, что позволило французской администрации получить из Парижа средства на увеличение численности полиции. В дополнение к 4 взводам моторизованной полиции было сформировано ещё 6. Вооруженные силы французской администрации — 7 батальонов колониальной пехоты, 2 дивизиона артиллерии, вспомогательные части и 3140 человек туземной стражи были приведены в состояние повышенной боеготовности. Французские переселенцы также были спешно вооружены.
Власти спешно изменили «задним числом» условия выборов в Большой совет, которые должны были состояться 30 марта 1947 года. Теперь французская администрация получила возможность без труда провести в Большой совет своих депутатов, тогда как победившая на январских выборах ДЦВМ лишилась этой возможности. Началась новая волна массовых арестов. «Партия обездоленных» также вооружала своих сторонников с ведома властей.

## Ход восстания
Массовое возмущение коренного населения острова провокационными действиями колониальной администрации стало причиной социального взрыва. 29 марта 1947 года на Мадагаскаре вспыхнуло национальное восстание. В ночь с 29 на 30 марта мальгаши, вооружённые в основном копьями, за что они впоследствии получили название «копьеносцы», совершили нападение на военный лагерь в Мураманге, где находились солдаты-африканцы (сенегальские стрелки). В нападении участвовало около 1200 человек. Им удалось ворваться в лагерь, поджечь часть строений и захватить несколько единиц огнестрельного оружия. В бою было убито 11 солдат, 5 унтер-офицеров и 4 офицера, в том числе начальник гарнизона. Той же ночью в округах Мураманга, Амбатондразака и Манакара произошли налёты на посты и военные лагеря полиции и армии, разгрому подверглись магазины, склады, плантации и дома французов-переселенцев. Всего в эту ночь погибло около 140 европейцев. Более многочисленными были жертвы среди активистов Падесм и чиновников, сотрудничающих с французской администрацией. Город Манакара, после ожесточенной рукопашной схватки с полицией, полностью перешёл под контроль «копьеносцев». В Фианаранцуа восставшие вывели из строя линию электропередачи, обслуживающую город. В Диего-Суаресе отряды «копьеносцев», общей численностью до 4000 бойцов, предприняли попытку захвата арсенала военно-морской базы, но были с потерями отражены французской охраной. Нападавшие захватили только несколько винтовок и ручных пулемётов. В общей сложности, «копьеносцам», во время ночных нападений, удалось добыть лишь немного патронов и чуть более сотни единиц огнестрельного оружия.
Утром 30 марта радио Тананариве сообщило о том, что ДЦВМ несёт полную ответственность за происшедшие события, и что военные власти приступили к раздаче оружия своим сторонникам. В Мурамангу и другие округа, где произошли вооружённые выступления, были срочно направлены войска. По железнодорожной линии начали курсировать вооруженные пулемётами бронепоезда. Была запрещена ДЦВМ, все депутаты этой партии были арестованы.
Французские войска и вооружённые отряды переселенцев приступили к подавлению восстания. По всему Мадагаскару началась жестокая расправа с восставшими и теми, кто им сочувствовал. Многие были казнены без суда и следствия. В Манандзари за один день было арестовано и расстреляно 159 человек, среди них двое подростков тринадцати и четырнадцати лет. Шесть жителей деревни Амбухиманга и житель деревни Марухита были посажены в самолёт и сброшены с высоты живыми над своими деревнями. Число арестованных выросло до 20 000 человек.
В конце апреля 1947 года восстание переросло в настоящую партизанскую войну. Жители из-за расправ и арестов укрывались в лесах, где спешно создавались укрепленные базы и вооруженные отряды. «Копьеносцы» установили контроль над территорией центральных и восточных районов Мадагаскара, составляющей 20 % площади острова с населением более 600 000 человек. Многие районы были изолированы от остальной части острова, снабжение полиции и войск в них осуществлялось только по воздуху. В мае-июле 1947 года «копьеносцы» провели несколько нападений на населенные пункты. Отрядом в количестве 400 человек был атакован вокзал в Мураманге. 200 «копьеносцев» осуществили нападение на тюрьму в Фианаранцуа. Обе атаки были отбиты. 3 июля многочисленные отряды партизан предприняли попытку захвата Тананариве. В ходе боя «копьеносцы» потерпели жестокое поражение, только пленными они потеряли свыше 3 тыс. бойцов. Этот бой был последним из тех, в котором войскам пришлось столкнуться со значительными силами партизан.
К осени 1947 года активность «копьеносцев» заметно снизилась. Во многом это было связано с большими потерями, которые партизаны несли из-за собственного суеверия. Местные жрецы убедили многих бойцов в том, что в борьбе за свободу они будут неуязвимы, поэтому часто «копьеносцы», обвешанные амулетами, с холодным оружием бросались на винтовки и пулемёты в полной уверенности, что «пули французов принесут им не больше вреда, чем капли воды». Сказывалось также отсутствие у партизан единого руководства, общего плана действий и нехватка огнестрельного оружия.
В свою очередь для подавления восстания на Мадагаскар были направлены части Иностранного легиона, парашютисты, алжирские и сенегальские стрелки, общей численностью до 15 тыс. человек. Командующий французскими войсками генерал Гарбе применил против партизан тактику «масляного пятна»: в районах действия партизан прокладывались новые дороги, создавалась плотная сеть укрепленных постов, которые постепенно переносились вглубь района, лишая «копьеносцев» возможности маневрирования, затрудняя связи с населением и т. д. К началу 1948 года под контролем партизан оставалось лишь два небольших района к западу от Ватуманди и Фианаранцуа. В апреле-мае 1948 года партизанское движение на Мадагаскаре было полностью подавлено. Правда, в отдельных округах вооружённые столкновения между французами и мелкими партизанскими группами продолжались в 1949 и даже в 1950 годах.
В ходе восстания 1947—1948 годов погибло до 90 тысяч человек, из них 5 тысяч партизан и 85 тысяч мирных жителей. По другим данным было убито 100 тысяч человек и 20 тысяч заключено в тюрьмы и концлагеря. Потери французских войск составили около 1000 человек.
В 1950 году был создан Мальгашский комитет солидарности (Comité de Solidarité Malgache), первым генеральным секретарём которого была Жизель Рабесахала. Он защищал жертв репрессий со стороны французских колониальных властей после восстания 1947—1948 годов, требовал освобождения политических заключённых и помогал семьям узников.

### На русском языке
- Пьер Буато. Мадагаскар. Очерки по истории мальгашской нации = Contribution a I'histoire de la nation malgache / под ред. Ю.Н. Панкова. — М.: Издательство восточной литературы, 1961. — 436 с. — 1200 экз.
- Вооруженная борьба народов Африки за свободу и независимость / под ред. Тягуненко В. Л.. — М.: Наука, 1974. — 443 с. — 3500 экз.
- Политика Франции в Азии и Африке (1945-1964) / под ред. Данцига Б. М.. — М.: Наука, 1965. — 407 с. — 1400 экз.
- Эрлихман В. В. Потери народонаселения в XX веке. — М.: Русская панорама, 2004. — 176 с. — (Весь мир). — 1500 экз. — ISBN 5-93165-107-1.
- Паршев А.П., Степаков В.Н. Когда началась и закончилась Вторая мировая. — М.: Яуза, Эксмо, 2007. — 576 с. — (Неизвестные войны XX века). — 4000 экз. — ISBN 978-5-699-24574-1.

### На английском языке
- Jennifer Cole. Forget colonialism?: sacrifice and the art of memory in Madagascar. — Berkeley, Ca: University of California Press, 2001. — 361 p. — ISBN 0-520-22846-4.

### На французском языке
- Eugène-Jean Duval. La révolte des sagaies – Madagascar 1947. — Paris: L'Harmattan, 2002. — 363 p. — ISBN 2-747-52336-5.
- Jacques Tronchon. L'insurrection malgache de 1947: essai d'interprétation historique. — Paris: KARTHALA Editions, 1986. — 399 p. — ISBN 2-865-37156-5.